# Polyzoniida
Polyzoniida (англ.) — отряд двупарноногих многоножек из инфракласса Helminthomorpha (Diplopoda). Более 70 видов. Северная Америка, Карибские острова, Европа, Южная Африка, Восточная и Юго-Восточная Азия, острова Индийского океана, Новая Зеландия.

## Описание
Число сегментов более 30, дорсальная бороздка и параноты отсутствуют. Голова мелкая, имеется несколько оцеллий.
В 2021 году в Австралии была обнаружена многоножка Eumillipes persephone с рекордным числом ног (1306).

## Систематика
3 семейства, 24 рода и более 70 видов. Отряд Polyzoniida сближают с отрядами Platydesmida, Siphonocryptida и Siphonophorida объединяя их в таксон (subterclass) Colobognatha и все вместе включают в состав Helminthomorpha, который рассматривается или в ранге инфракласса (тогда в составе подкласса Chilognatha) или подкласса.
- Hirudisomatidae Silvestri, 1896 — 6 родов, 20 видов
- Polyzoniidae Newport, 1844 — 6 родов, 22 вида
- Siphonotidae Cook, 1895 — 12 родов, 32 вида